# 杨树房街道
杨树房街道，是中华人民共和国辽宁省大連市普兰店区下辖的一个乡镇级行政单位。

## 行政区划
杨树房街道下辖以下地区：
杨树房社区、河西社区、胡家社区、于和庙社区、廉家社区、清水河村、战家村、赵家村和李家村。